# Ritratto di gentiluomo (Lotto)
Il Ritratto di gentiluomo è un dipinto a olio su tela (118x105 cm) di Lorenzo Lotto, databile al 1535 circa e conservato nella Galleria Borghese di Roma. 

## Storia
L'opera è nota dal 1790, quando è ricordata in un inventario della Galleria Borghese. La datazione si basa su motivi stilistici, legati alla maggiore austerità e compostezza dei ritratti dopo la metà degli anni trenta, ma comunque oscilla tra il 1530 e il 1540. Tra le varie proposte di identificazione quella più accreditata lega l'opera al condottiero albanese Mercurio Bua, che però fu al servizio del governo veneziano in anni immediatamente precedenti, quindi l'opera sarebbe da far risalire alla metà degli anni venti.
L'opera è stata anche identificata come un autoritratto del pittore, ipotesi oggi per lo più scartata per l'incongruenza dei simboli sparsi nel dipinto.

## Descrizione e stile
Dentro una piccola stanza spoglia, dove si aprono due finestre, un gentiluomo vestito di nero sta in piedi nei pressi di un tavolino, su cui ha poggiato una mano mentre l'altra è tenuta alla vita. Il taglio della figura è sopra il ginocchio, con impostazione frontale, appena ruotata verso sinistra, e la testa è inclinata a destra. Il viso, dalla lunga barba, ha un'espressione malinconica, che sembra comunicare sofferenza. 
Sul tavolo si trova una piccola composizione simbolica con petali di fiori e un teschio in miniatura, che sono stati letti come una meditazione sulla morte, amplificata dalla mano destra sulla milza, sede dell'umore malinconico, o anche come un'allegoria del lutto, magari della moglie. I due anelli vicini ma separati sull'indice e sul mignolo potrebbero suggerire la fine dell'amore. 
L'identificazione con Mercurio Bua sarebbe possibile poiché l'uomo rimase vedovo nel 1524; inoltre nel paesaggio sullo sfondo si vede un San Giorgio col drago, un santo molto caro alla comunità balcanica veneziana.